# 東和産業 (和歌山県)
東和産業株式会社（とうわさんぎょう）は、和歌山県海南市に本社を置く、家庭用日用品の企画から販売をおこなう企業である。1945年創業。

## 会社概要
洗濯、バス、キッチンなどで使用するプラスチック製品の企画から販売までをおこなう。範囲は極めて広く、それぞれの分野におけるシェアも高い。
同社の社名は東京と和歌山のそれぞれ一文字を取って、社名に冠したもの。創業者の吉田喜一は様々な製品をつくっては、日本各地に売り込みを重ねており、同地に本社を置く家庭用日用品メーカーの中ではパイオニアともいえる企業である。